# Лабораторная улица (Санкт-Петербург)
Лаборато́рная улица — улица в Калининском районе Санкт-Петербурга. Проходит от площади Калинина до Лабораторного проспекта. Нумерация домов — общая с Лабораторным проспектом, от площади Калинина.

## История
Название связано с находившейся здесь с середины XIX века артиллерийской лабораторией. С ней также связаны названия Лабораторного проспекта и ныне утраченного Лабораторного шоссе.
23 ноября 2016 года Лабораторную улицу укоротили на 40 метров, включив её конечный участок в состав Лабораторного проспекта.

## Пересечения
Примыкает или пересекает:
- площадь Калинина
- улица Васенко
- Чичуринский переулок
- проспект Металлистов
- Лабораторный проспект

## Транспорт
Ближайшие станции метро — «Выборгская», «Лесная» и «Площадь Ленина».